# Anatolij Alekseev
Anatolij Dmitrievič Alekseev (in russo Анатолий Дмитриевич Алексеев ?; Łomża, 4 gennaio 1902 – Mosca, 29 gennaio 1974) è stato un generale e aviatore sovietico, che fu pilota presso la direzione dell'aviazione polare (Aviaarktika) della rotta principale del Mare del Nord. Nel 1928, come navigatore (letnab) e allo stesso tempo operatore radiofonico, fu parte dell'equipaggio di Boris Ciuchnovskij che partecipò alla ricerca della spedizione di Umberto Nobile e al salvataggio dell'equipaggio del dirigibile Italia che si era schiantato nell'Artico. Insignito del titolo di Eroe dell'Unione Sovietica.

## Biografia
Nacque il 4 gennaio 1902 nella città di Łomża, ora nel Voivodato della Podlachia in Polonia, figlio di un impiegato delle ferrovie. Dal 1905 visse con i suoi genitori nella città di Sergiev Posad, dove si diplomò al liceo nel 1918.
Nel marzo 1920 entrò nell'Armata Rossa, e nel 1921 frequentò un corso accelerato presso la Scuola di ingegneria elettrica militare dello stato maggiore del comando dell'Armata Rossa e, diplomatosi, come parte di un distaccamento di cadetti di fanteria, prese parte alla repressione della rivolta contadina di Aleksandr Stepanovič Antonov scoppiata nella provincia di Tambov.  Dal 1922 prestò servizio come capo della stazione radio n. 244 sul fronte occidentale, poi nel battaglione radiofonico del distretto militare di Mosca, fu capo dell'officina della divisione radio a Smolensk e dal 1923 istruttore della scuola di brigata, capo della stazione radio, comandante di compagnia a Mosca.
Dal 1924 fu capo del laboratorio elettrico e insegnante presso la Scuola superiore dei servizi ausiliari dell'Aeronautica Militare dell'Armata Rossa. Nel luglio-ottobre 1925 fu istruttore radiofonico presso la Scuola di aviazione militare per piloti navali di Sebastopoli, poi di nuovo capo del laboratorio della Scuola di servizi speciali dell'aeronautica militare. Dal maggio 1928 divenne pilota osservatore del 60° Squadrone d'aviazione dell'aeronautica militare delle forze navali del Mar Nero a Sebastopoli.
Nel 1928, come navigatore (letnab) e allo stesso tempo operatore radiofonico, fu parte dell'equipaggio di Boris Ciuchnovskij che partecipò alla ricerca della spedizione di Umberto Nobile e al salvataggio dell'equipaggio del dirigibile Italia che si era schiantato nell'Artico. L'aereo, un trimotore Junkers JuG-1, fu caricato a bordo del rompighiaccio Krassin, salpato da Leningrado in giugno. Il 10 luglio raggiunse l'accampamento di Nobile e lasciò cadere i rifornimenti sul lastrone di ghiaccio. L'11 luglio, durante un volo di ricognizione, l'equipaggio del velivolo scoprì due italiani: Adalberto Mariano e Filippo Zappi, che un mese prima, insieme a Finn Malmgren, avevano lasciato il campo base per cercare di raggiungere le Spitsbergen da soli. Sulla via del ritorno l'aereo fece un atterraggio di emergenza su un lastrone di ghiaccio e danneggiò il carrello di atterraggio. Chukhnovsky insistette in un radiogramma che il Krassin dovesse prima andare a salvare gli italiani, e l'equipaggio dell'aereo trascorse più di cinque giorni sul ghiaccio. Il Krassin prelevò gli aviatori sovietici il 16 luglio.
Questa spedizione portò la fama in tutta l'Unione Sovietica agli equipaggi dei rompighiaccio Krassin e Malygin e all'equipaggio dell'aereo di B. Chukhnovsky. Tutti e quattro i piloti furono insigniti dei più alti riconoscimenti dell'URSS dell'epoca: l'Ordine della Bandiera rossa, e dopo l'incontro cerimoniale a Mosca fecero un viaggio di propaganda in tutto il paese fino all'Estremo Oriente.
Dalla fine del 1928 fu ispettore anziano, e dal dicembre 1929 ingegnere anziano presso l'Istituto di ricerca dell'aeronautica militare dell'Armata Rossa. Nell'ottobre 1929, come parte dell'equipaggio di Chukhnovsky, volò da Dikson a Severnaja Zemlja. I piloti avanzarono una proposta per lo sviluppo accelerato dell'aviazione polare nell'URSS e il suo uso diffuso per lo sviluppo dell'Artico.
Nel maggio 1930 fu trasferito nella riserva dell'Armata Rossa e divenne pilota dell'Aviaarktika. Da quel momento lavorò ogni anno nell'Artico durante il periodo estivo, comandò l'equipaggio di un aereo, fornì scorta ai convogli di navi e effettuò voli di ricerca. Nell'estate del 1932, come comandante dell'equipaggio dell'idrovolante "USSR N-2", effettuò il primo volo lungo la rotta Krasnoyarsk-Dudinka-Volochanka-Khatanga, poi forni scorta al primo viaggio del rompighiaccio Aleksandr Sibirjakov lungo la rotta del Mare del Nord, e alla fine dell'anno esplorò le zone della penisola del Tajmyr, dove nessuno aveva mai volato prima. Dal dicembre 1932 al giugno 1933 studiò per diventare pilota presso la Scuola Pilota Centrale di Tushino della Osoaviachim. Dal 1933 fu comandante del distaccamento navale della Aerolinee Yenisei dell'amministrazione dell'aviazione polare del GUSMP sotto il Consiglio dei commissari del popolo dell'Unione Sovietica. Nel 1936 partecipò alla scorta dei cacciatorpediniere Stalin  e Voikov diretti nell'Oceano Pacifico lungo la rotta del Mare del Nord.
Sotto la guida di A.D. Alekseev, l'equipaggio dell'aereo N-172 (Tupolev TB-3) prese parte allo sbarco della spedizione di Ivan Dmitrievič Papanin al Polo Nord nel 1937. Il 21 maggio alle 11.35 Michail Vodop'janov fece atterrare per la prima volta al mondo un aereo al Polo Nord. Il 25 maggio i tre aerei rimasti volarono dall'isola del Principe Rodolfo al Polo Nord. Ma solo Vasilij Molokov riuscì in sicurezza al primo tentativo. Invece, fu costretto a far atterrare l'aereo a diciassette chilometri dal Polo. Aspettato per due giorni che il maltempo passasse e poi volò al Polo. Non avendo abbastanza benzina per il viaggio di ritorno si rifiutò di abbandonare l'aereo, atterrò su un lastrone di ghiaccio vicino all'84° parallelo ed aspettò Pavel Georgievič Golovin che arrivò dall'isola del Principe Rodolfo e gli portò la benzina.
Con una risoluzione del Comitato esecutivo centrale dell'Unione Sovietica del 27 giugno 1937, gli fu conferito il titolo di Eroe dell'Unione Sovietica e di Cavaliere dell'Ordine di Lenin. Due anni dopo, dopo l'istituzione della distinzione speciale, nel 1939 gli fu assegnata la medaglia della Stella d'Oro n. 38.
Continuato a lavorare presso la Aviaarktika e nell'autunno del 1937 prese parte alla ricerca dell'aereo  Bolkhovitinov DB-A (numero di coda N-209) di Sigizmund Aleksandrovič Levanevskij. Nel 1938 guidò un distaccamento aereo (che comprendeva anche gli equipaggi di P. G. Golovin e G. K. Orlov) per salvare le navi Sibiryakov, Malygin e Georgy Sedov nella parte settentrionale del Mare di Laptev. Al salvataggio della spedizione fu data tale importanza che prima di inviarli al Nord, furono ricevuti al Cremlino da Stalin e dai membri del Politburo. Il compito fu completato: 184 persone furono portate fuori dall'aerodromo di ghiaccio vicino alle navi e tutto il carico necessario fu consegnato per i restanti membri dell'equipaggio sulle navi. Per questa spedizione di salvataggio è stato insignito dell'Ordine della Stella rossa. Fu uno dei fondatori di nuovi metodi di ricognizione aerea sul ghiaccio.
Membro del Partito Comunista dell'Unione Sovietica dal 1939, in quell'anno rientrò nei ranghi dell'Armata Rossa con l'assegnazione del grado militare di colonnello. La navigazione aerea estiva del 1939 fu per lungo tempo l'ultima nell'Artico.
Dal dicembre 1939 lavorò come pilota collaudatore presso lo stabilimento aeronautico n. 22 conducendo i collaudi del bombardiere sperimentale a lungo raggi DB-240, prodotto successivamente in serie come Ermolaev Er-2. All'inizio del 1941 effettuò  un volo senza scalo Mosca-Omsk-Mosca senza atterrare a Omsk, e sganciando lì 1000 chilogrammi di finte bombe. Effettuò i collaudi dei velivoli Er-4, SB, Ar-2, e Pe-2.
Prese parte alla seconda guerra mondiale dal luglio 1941. Fu distaccato dal Commissariato popolare dell'industria aeronautica dell'URSS presso il gruppo dell'aviazione dei bombardieri pesanti. Dal luglio 1941 combatté come parte del 432° Reggimento dell'aviazione da bombardamento (pochi mesi dopo il reggimento fu ribattezzato 746 AP DD) dell'81ª Divisione dell'aviazione a lungo raggio come comandante di squadriglia. Volando su un TB-7  effettuò 27 missioni di combattimento per bombardare obiettivi militari dietro le linee nemiche, tra cui Königsberg e Vilnius.
Nel febbraio 1942, come comandante del 746° Reggimento DD, fu insignito l'Ordine della Bandiera rossa per aver effettuato 6 missioni di bombardamento notturno (2 delle quali su Koenigsberg) in condizioni meteorologiche difficili.
Dal 1943 lavorò nuovamente ai collaudi di volo pressoil Centro di ricerca aeronautico V.P. Chalov. Nel luglio 1946 fu nominato pilota collaudatore presso la 1ª Direzione dell'Istituto di ricerca sull'aviazione civile dell'Aeronautica Militare, quindi prestò servizio lì come vice capo del dipartimento della direzione delle prove di volo collaudando 72 tipi di aerei militari, tra cui Tu-2, Tu-4, Li-2, Il-12, Il-14, Il-28, MiG-15UTI e altri. Nel marzo all'aprile 1954, comandò uno degli equipaggi durante la spedizione artica su larga scala ad alta latitudine "Nord-6" utilizzando un treno di aerei da trasporto Ilyushin Il-12D con alianti Yakovlev Yak-14. Era stato qualificato come pilota collaudatore di prima classe. Dal 1956 prestò nuovamente servizio nell'aviazione polare come vice capo della direzione dell'aviazione polare per il servizio di volo. Dal 1958 fu posto in riserva stabilendosi a Mosca. Dal gennaio 1959 lavorò come capo del dipartimento di navigazione aerea presso la Direzione dell'Aviazione Polare, poi all'aeroporto di Sheremetyevo (Mosca).
Morì Nella Capitale il 29 gennaio 1974, venendo sepolto nel colombario del cimitero di Novodevičij. Nel lungometraggio italo-sovietico La tenda rossa (1969), diretto dal regista Michail Konstantinovič Kalatozov dedicato al salvataggio della spedizione artica del generale Umberto Nobile nel 1928, il suo personaggio stato interpretato dall'artista popolare russo Jurji Nazarov.

## Voci collelate
- Konstantin Sergeevič Badigin